# Debra Satz
Debra Satz, ameriška filozofinja, * 1956, New York, ZDA.
V svojih raziskavah se osredotoča na etične in moralne omejitve trga, teorijo racionalne izbire, teorijo demokracije, feministično filozofijo, filozofijo sociologije in vprašanja mednarodnega prava. Na podlagi teh raziskav je napisala vrsto strokovnih člankov, ki so bili objavljeni v strokovnih revijah kot so Ethics, Phylosophy and Public Affairs, the Journal of Philosophy in World Bank Economic Review.

## Življenje
Odraščala je v Bronxu, New York. Kljub temu, da je izhajala iz revne družine ji šola ni delala težav. Matematika ji je bila od vseh predmetov še posebej pri srcu. 
Leta 1987 je diplomirala na univerzi v New Yorku (»City College of New York«) in prejela njen doktorat iz filozofije na MIT-ju (Massachusetts Institute of Technology).
Od leta 1988 poučuje filozofijo na Univerzi v Stanfordu. Pred tem je učila tudi na univerzah v Harvardu in Swarthmorju. Prav tako je tudi profesorica v ženskem centru, ki se imenuje Marta Sutton Weeks, kjer uči etiko v družbi. Je profesorica filozofije in politologije. Debra Satz je direktorica Stanfordskega centra etike. Uči etiko, družbeno in politično znanost, in filozofijo družbene znanosti. 
Debra Satz je soustanoviteljica Hope House Scholars Program, kjer združuje prostovoljce in študente pri učenju svobodne umetnosti, etike, moralne filozofije in socialne pravice v ustanovah za zdravljenje odvisnosti od drog in alkohola za ženske.

## Delo
Debra Satz je leta 2010 izdala knjigo z naslovom Why Some Things Should Not Be for Sale- The Limits of Markets (Omejitve prostega: zakaj nekatere stvari ne bi smele biti naprodaj). V tem delu trdi, da so za delovanje prostega trga pomembna tudi etična vodila: nereguliran prosti trg, na katerem bi bilo vse dovoljeno, tudi prosta preprodaja drog in človeških organov, bi bil nevzdržen. V knjigi zastavi vprašanje, kaj točno naredi nek zdravju škodljiv tržni proizvod ter kdaj in s kakšnim namenom je primerno za prepoved te trgovine v celoti. Prva je ideja klasične ekonomije, katere trgi dela oblikujejo in spreminjajo svoje udeležence. 
Enakopravna vizija je njeno drugo področje, kjer pravi, da so posamezniki moralno enakopravni v vsaki pravični družbi. Zato je proti univerzalni pravičnosti z redistribucijo sredstev, s katero bi se dosegla poprava krivic (npr. v davčni politiki). Satz meni, da bi morala biti določena tržna izbira preprosto zavrnjena. Hkrati poudarja, da ima trg pomembno vlogo pri spodbujanju socialne enakosti, vendar pa lahko tudi poslabša asimetrije moči in povzroča trpljenje.
Tretje področje je feministična teorija. Na spletni enciklopediji Stanfordske univerze je objavila članek Feminist Perspectives on Reproduction and the Family (Trgovanje z ženskim reproduktivnim delom), ki je njeno edino delo prevedeno v slovenščino (Analiza : časopis za kritično misel, Letn. 4, št. 1, str. 101-120).
Seznam nekaterih njenih najpomembnejših člankov:
	Equality in Education and Weighted Student Funding, Education, Finance and Policy, 2008.
	Equality, Adequacy and Education for Citizenship, Ethics, Julij 2007.
	Countering the Wrongs of the Past: the Role of Compensation, ed. Jon Miller and Rahul Kumar, Reparations: Interdisciplinary Inquiries. Tisk Univerze v Oxfordu, 2007.
	Liberalism, Economic Freedom and the Limits of Markets), članek, Social Philosophy and Policy, 2006.
	World Poverty and Human Wrongs, članek, strokovna revija Ethics and International Affairs, letnik 19, št. 1, Pomlad 2005.
Debra Satz je skupaj z Danielom Hausmanom in Michaelom McPhersonom objavila delo z naslovom Economic Analysis, Moral Philosophy, and Public Policy. (Ekonomska analiza, etika in javna politika, 2016). D

## Nagrade
Leta 2004 je prejela Walter J. Gores nagrado za odličnost pri poučevanju (»Excellence in Teaching«), s čimer so njeno poučevanje označili kot združevanje kritičnega mišljenja in resnega udejstvovanja v moralni problematiki, ki se tiče človeštva. Leta 2010 pa je prejela Rolandovo nagrado za prostovoljno delo.